# John Lucy
John A. Lucy és un lingüista i psicòleg nord-americà que ha estat estudiant les relacions entre el llenguatge i la cognició - la hipòtesi de la relativitat lingüística - durant els darrers 30 anys. És professor William Benton al Department de Desenvolupament Humà Comparatiu i al Departament de Psicologia a la Universitat de Chicago. Ha treballat extensament amb l'idioma maia yukatek, especialitzant-se'n en el sistema de classificació nominal.

## Recerca
John Lucy és un dels proponents moderns de la hipòtesi de la relativitat lingüística, i hi ha argumentat a favor com a resultat dels seus estudis comparatius entre la llengua anglesa i el maia yukatek. Un dels experiments que ha dut ha terme ha estat el següent: va presentar una sèrie d'objectes davant els parlants nadius de cadascuna d'aquestes llengües, de manera que primer els en presentava un i més endavant un parell; els participants havien de triar, d'entre els dos últims, quin era el que més s'assemblava al primer. Segons va observar, els parlants nadius d'anglès acostumaven a triar l'objecte per la seva forma, mentre que els parlants de yukatek solien tindre'n més en compte la matèria de què estava fet; d'aquesta manera, si se'ls presentava una caixa de cartró, els d'anglès tendien a considerar que els objectes que s'hi assemblaven eren aquells que tenien forma de caixa encara que estiguessin fets d'algun altre material, mentre que els de yukatek optaven per triar-ne un que estigués fet de cartó encara que tingués una forma molt diferent. Lucy va atribuir aquests resultats al fet que a la llengua yucateca hi ha classificadors nominals que han d'acompanyar el substantiu quan aquest es troba precedit per un numeral. Aquests classificadors indiquen la forma de l'objecte i, per tant, el substantiu, quan no va acompanyat per aquests classificadors, és vist pels parlants d'aquesta llengua com una entitat sense forma; per contra, els parlants d'anglès ja entenen l'objecte con quelcom amb una forma determinada. Així, llengües diferents comportarien maneres diferents de conceptualitzar la realitat, determinarien una ontologia.

## Llibres
- 1992. Language Diversity and Thought (Cambridge)
- 1992. Grammatical Categories and Cognition (Cambridge)
- 1993. Reflexive Language: Reported Speech and Metapragmatics (Cambridge)

## Articles principals
- 1979. Whorf and his critics: Linguistic and nonlinguistic influences on color memory. (With Richard Shweder.) American Anthropologist 81(3): 581-615. Reprinted in R. W. Casson (ed.), Language, Culture, and Cognition, Nova York: Macmillan Publishing Co., 1981, pp. 133–63
- 1988. The effects of incidental conversation on memory for focal colors. (With Richard Shweder.) American Anthropologist 90(4): 923-31.
- 1994. The role of semantic value in lexical comparison: Motion and position roots in Yucatec Maya'. Linguistics 32(4/5): 623-656. (Special issue "Space in Mayan Languages" edited by J. Haviland and S. Levinson.)
- 1996. The scope of linguistic relativity: An analysis and review of empirical research. J.J. Gumperz and S.C. Levinson (eds.), Rethinking Linguistic Relativity. Cambridge: Cambridge University Press, pp. 37–69.
- 1997. Linguistic relativity. Annual Review of Anthropology 26: 291-312.